# 元倪
元倪（464年—497年），又名文华，字世弼，河南郡洛阳县（今河南省洛阳市东）人，魏道武帝拓跋珪玄孙，左光禄大夫、吏部尚书、大宗正卿、领司宗、卫将军、定州刺史、南平安王拓跋霄之子，北魏宗室、官员。

## 生平
元倪虚岁二十九时拜官为员外散骑侍郎，太和廿一年（497年）二月患病在洛阳照明里住宅中去世，虚岁三十四，朝廷赠予宁远将军、炖煌镇将，正光四年岁次癸卯二月戊午朔廿七日甲申（523年3月29日），迁葬于景陵东山南面。其墓志拓片藏于北京图书馆。

## 家庭

### 高祖
- 拓跋珪，北魏太祖道武皇帝[2]

### 曾祖
- 拓跋连，北魏广平王[2]

### 祖父母
- 拓跋浑，北魏使持节、都督凉州及西戎诸军事、领护西域校尉、征西大将军、仪同三司、凉州刺史、南平康王[2]
- 南安姚氏[2]

### 父母
- 拓跋霄，北魏左光禄大夫、吏部尚书、大宗正卿、领司宗、卫将军、定州刺史、南平安王[2]
- 太原王氏，谥号恭妃[2]

### 兄弟姐妹
- 元纂，北魏安北将军、平州刺史、南平王
- 元继，北魏太师、司州牧、江阳武烈王
- 元安平
- 元罗侯，北魏昌平郡太守
- 元宣
- 元长生，北魏通直散骑常侍

### 子女
- 元仲冏，北魏使持节、散骑常侍、卫大将军、尚书右仆射、都督雍岐南豳三州诸军事、雍州刺史、南平武贞王
- 元玕，东魏平南将军、太中大夫、武卫将军
- 元氏，嫁东魏骠骑大将军、右光禄大夫、大鸿胪卿孟威